# Julio Alberto Moreno
Julio Alberto Moreno Casas (Candás, 7 oktober 1958), voetbalnaam Julio Alberto, is een voormalig Spaans profvoetballer. Hij speelde als linkerverdediger bij onder meer FC Barcelona.

## Clubvoetbal
Julio Alberto vertrok als tiener van uit Asturias naar Madrid, waar hij in de jeugd van Atlético Madrid ging spelen. Na een seizoen bij Atlético Madrileño (1975/1976), het tweede elftal van de club, en een seizoen bij Recreativo Huelva (1976/1977) kwam Julio Alberto in 1977 bij het eerste elftal. Hij zou vijf seizoenen voor Atlético Madrid spelen. In 1982 werd Julio Alberto gecontracteerd door FC Barcelona, waar hij tot 1991 speelde. Bij FC Barcelona won de verdediger in negen seizoenen meerdere prijzen.

### Gewonnen prijzen
- Spaanse landstitel (2): 1985, 1991.
- Copa del Rey (3): 1983, 1988, 1990.
- Copa de la Liga (2): 1982, 1986.
- Supercopa (1): 1984.
- Europa Cup II (1): 1989.

## Nationaal elftal
Julio Alberto speelde 34 interlands voor het Spaans nationaal elftal. Hij debuteerde op 29 februari 1984 tegen Luxemburg. Zijn laatste interland speelde de Asturiër op 24 februari 1988 tegen Tsjechoslowakije. Julio Alberto behoorde tot de Spaanse selecties voor het EK 1984 in Frankrijk en het WK 1986 in Mexico. Op beide toernooien was de verdediger een basisspeler. In 1984 haalde Julio Alberto met Spanje de finale, waarin in Frankrijk te sterk was, en in 1986 werd La Furía Roja in de kwartfinale uitgeschakeld door België.
1 Arconada  ·
2 Urquiaga ·
3 Camacho ·
4 Maceda ·
5 Goikoetxea ·
6 Gordillo ·
7 Señor ·
8 Víctor Muñoz · 
9 Santillana ·
10 Gallego ·
11 Carrasco ·
12 Salva ·
13 Buyo ·
14 Julio Alberto ·
15 Roberto ·
16 Francisco ·
17 Alonso ·
18 Butragueño ·
19 Sarabia ·
20 Zubizarreta ·
Coach: Miguel Muñoz
1 Zubizarreta ·
2 Tomás ·
2 Camacho  ·
4 Maceda ·
5 Víctor Muñoz ·
6 Gordillo ·
7 Señor ·
8 Goikoetxea · 
9 Butragueño ·
10 Carrasco ·
11 Julio Alberto ·
12 Setién ·
13 Urruti ·
14 Gallego ·
15 Chendo ·
16 Rincón ·
17 Francisco ·
18 Calderé ·
19 Salinas ·
20 Eloy ·
21 Míchel ·
22 Ablanedo ·
Coach: Miguel Muñoz